# Collegio Castiglioni-Brugnatelli

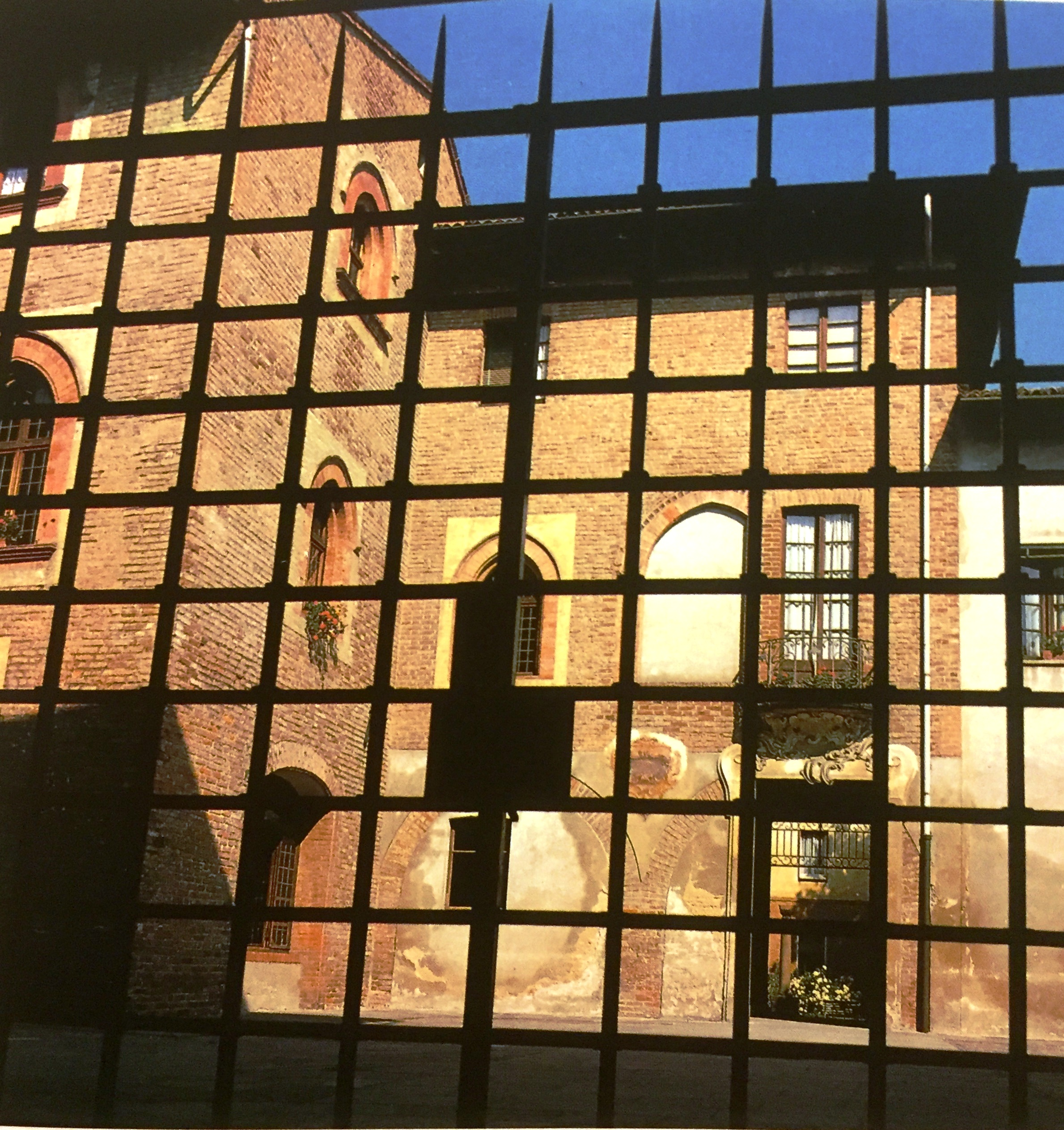
Collegio Castiglioni Brugnatelli

Il Collegio Castiglioni può essere considerato il più antico collegio universitario di Pavia, tenendo conto però di una grande differenza rispetto alle origini: oggi è un collegio femminile. Allora ospitava studenti sia ecclesiastici sia laici, di varie nazionalità europee.
Fondato nel 1429 con larghezza di mezzi dal cardinale Branda Castiglioni, il protettore di Masolino da Panicale, col nome di Collegio Sant'Agostino, ma noto come  Collegio Castiglioni, rimase aperto fino al 1803.
Oggi sorge al suo posto il Collegio Castiglioni Brugnatelli, collegio pubblico dell'EDISU (ente per il diritto allo studio dell'Università di Pavia). Esso mantiene il vecchio stemma già di Branda con il leone rampante che sostiene con la zampa destra un castello.
Il nuovo collegio non è più maschile ed è destinato a fornire la tranquillità necessaria e i migliori strumenti di studio a studentesse meritevoli per capacità e impegno, che vogliano raggiungere la laurea in qualunque facoltà presente all'Università di Pavia.

## Il quadro storico e le motivazioni del fondatore nell'ambito di una culturaeuropea
Fra Medioevo e Rinascimento numerosi collegi, prevalentemente di fondazione ecclesiastica, costellavano l'Europa centro-occidentale. Destinati ad accogliere un numero considerevole di alunni, ebbero rapporti vicendevoli più o meno diretti. Creati con larghi mezzi, erano organizzazioni complesse, che dovevano soddisfare varie esigenze, non ultime quelle economiche e si proponevano di unire lo studio come valiore etico alla vita civile. I fondatori, spesso grandi dignitari ecclesiastici (vedasi Egidio Albornoz a Bologna tra il 1365 e il 1367, lo stesso cardinale Branda, il papa Pio V e Carlo Borromeo (con l'aiuto dello zio Pio IV), fondatori durante la Controriforma rispettivamente del Collegio Ghislieri (1567) e del Collegio Borromeo (1561) a Pavia), per evitare errori, fecero tesoro dell'altrui esperienza, fatta sia in ambito conventuale sia universitario. Da qui le analogie fra le istituzioni ecclesiastiche e quelle laiche che influirono grandemente sulla società, la cultura, la formazione dei giovani nell'Europa del tempo.
Il cardinale Branda Castiglioni aveva compiuto a Pavia gli studi di diritto e vi aveva insegnato diritto canonico. Seguendo l'uso dell'epoca, fondò per l'appunto a Pavia un collegio, proponendosi, ad fidei dilatationem, eruditionem simplicium, illuminationem mentium et illustrationem intellectuum, di venire incontro alle necessità di alunni, laici ed ecclesiastici, capaci e bisognosi, che volessero proseguire gli studi in qualunque facoltà presente a Pavia, e cioè Arti, Teologia, Medicina, Diritto (utriusque iuris).
Lo studio universitario, nelle intenzioni del fondatore, doveva dare molti frutti di dottrina ad divini nominis laudem, ortodoxe fidei propagationem et reipublicae utilitatem. Esso contribuiva in effetti alla formazione della classe dirigente dell'epoca, in ambito sia laico sia ecclesiastico (teologia, diritto canonico e civile), in omaggio a un ideale di vita attivo, ispirato a criteri morali, come perseguiva Branda.

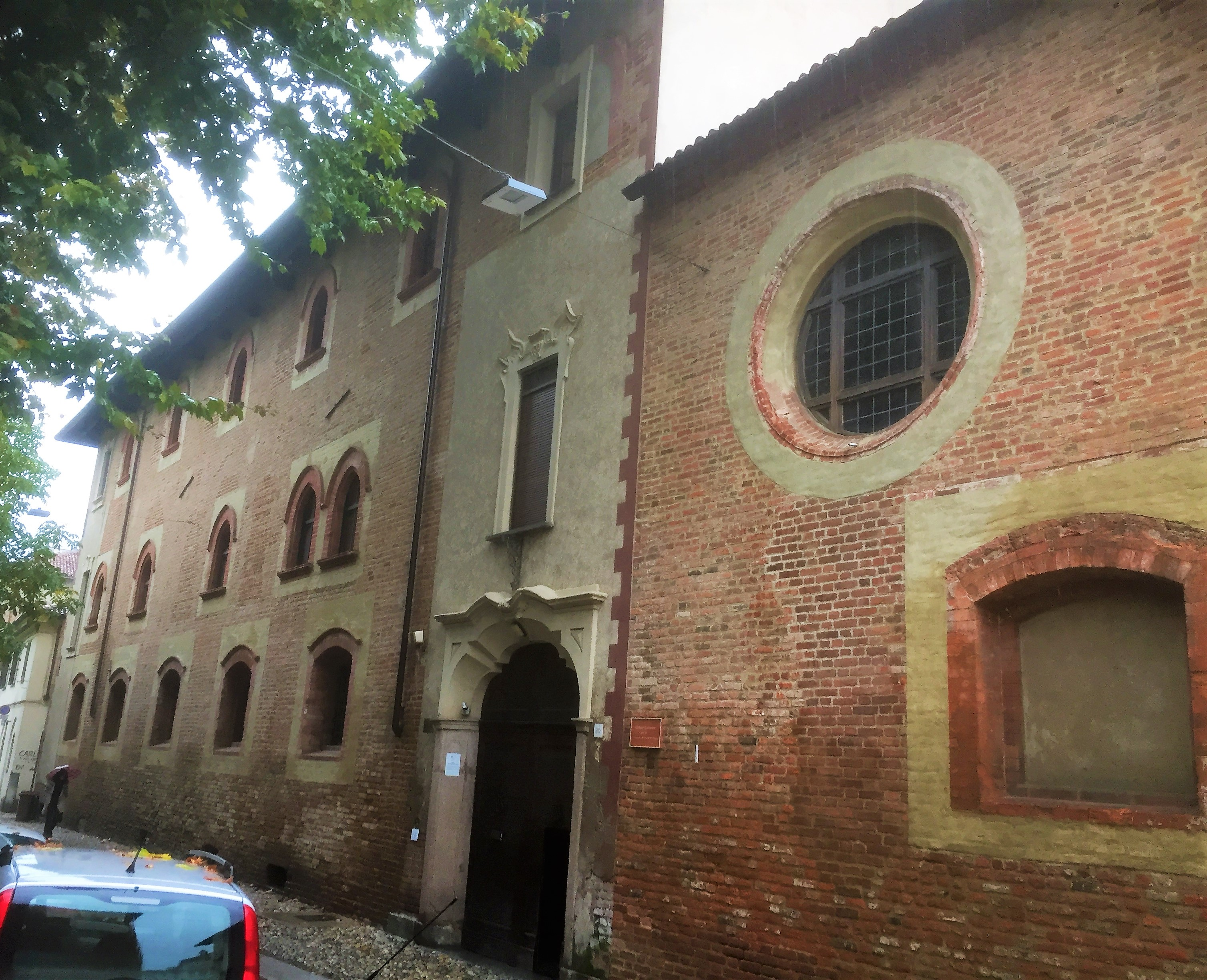
La facciata

Anche nel Collegio Castiglioni numerosi furono gli studenti destinati a diventare persone importanti: valga per tutti l'esempio del futuro cardinale Domenico Toschi, o Tosco (Tuscus), che ne fu anche rettore pro tempore.

## La fondazione del Collegio
Il cardinale Branda non costruì un edificio apposito, ma assegnò al collegio due case, donate nel 1419 alla famiglia Castiglioni da papa Martino V, nel luogo in cui ora sorge il Collegio Castiglioni Brugnatelli: una zona tranquilla, vicina all'Università e quindi adatta agli studi, nell'allora parrocchia della chiesa di Santa Maria alle Pertiche (Perticha nei documenti). Le case dovevano ospitare ventiquattro studenti, sei dei quali di provenienza non italiana. Questo sta a dimostrare il carattere di fondo unitario della cultura europea e della civiltà, quale si andava elaborando nell'Europa di allora anche, o forse soprattutto, per merito delle istituzioni ecclesiastiche e universitarie, visto che gli studenti provenivano da Francia, Spagna, Ungheria, oltre che dall'Italia settentrionale, data la collocazione geografica del Collegio.
Branda dotò la nuova istituzione di un numero considerevole di rendite e di beni, da lui appositamente acquistati, o ereditati da qualche personaggio importante, oppure provenienti, per concessione del papa Martino V, dal convento di Sant'Apollinare di cui per l'appunto Branda era abate commendatario. Su tutti i territori il Collegio godeva di diritti di carattere feudale concessi a Branda dall'imperatore Sigismondo il 6 gennaio 1434.
Nel 1429 il cardinale Castiglioni ottenne l'approvazione papale da Martino V e redasse i primi statuti, molto analitici (sessantasei articoli), riservando a sé stesso e al cardinal Giuliano Cesarini il potere di modificarli. Una prima modifica, sia pure ridotta, che accentuava gli elementi religiosi presenti negli statuti stessi, fu attuata già nel 1437, con la supervisione del nipote di Branda, Zanone Castiglioni (o Zenone), che fu vescovo di Lisieux e poi di Bayeux.

### I privilegi
Il collegio ottenne privilegi dai papi Martino V ed Eugenio IV, dall'imperatore Sigismondo e dal vescovo di Pavia, in particolare l'esenzione dalle tasse, anche quelle per la laurea dei collegiali. L'istituzione presso il collegio da parte di Branda (ut ipsum collegium fons scientiarum fieret irriguus) di una cattedra di teologia, a imitazione di quella del Collegio di Spagna di Bologna, venne fortemente osteggiata dall'Università di Pavia. Sebbene patrocinato dalle autorità ecclesiastiche, probabilmente tale insegnamento non entrò mai in funzione proprio per l'opposizione dell'Università, che ne riceveva un danno di immagine.

### L'autogoverno
Secondo lo statuto, in analogia allo "Studium Generale" (e cioè all'Università), il Collegio era dotato di autogoverno: teniamo presente che gli studenti erano spesso uomini fatti e potevano avere anche più di trent'anni, soprattutto se studenti di teologia. Riuniti in assemblea eleggevano al loro interno il rettore e i tre consiglieri, che avevano il compito di amministrare la giustizia sui compagni e sui livellari del collegio. Con l'aiuto di un "negotiorum gestor" essi si occupavano anche di amministrare i beni mobili e immobili del collegio. Il controllo sull'operato del rettore pro tempore spettava al vescovo di Pavia e al patrono del Collegio, appartenente, per statuto, alla famiglia Castiglioni.

### Le dotazioni e la cappella

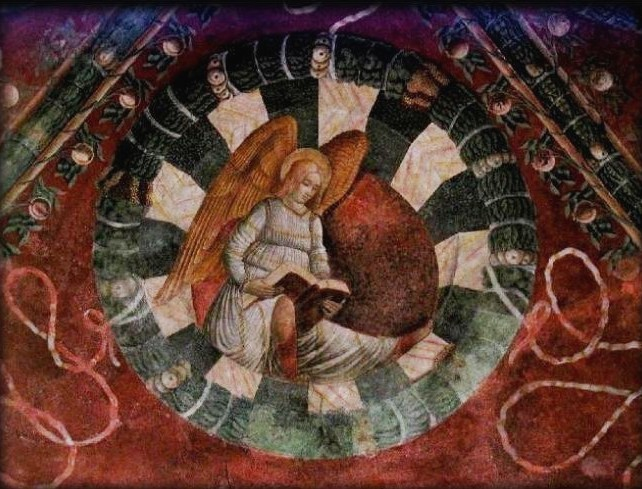
Dettaglio della volta. L'angelo, San Matteo

Il cardinale, oltre che dei beni indispensabili alla sua esistenza, dotò la sua fondazione di un refettorio, di un giardino, di una ricca biblioteca e di una cappella, che fu poi tutta affrescata intorno al 1475 per la munificenza del pronipote del fondatore e suo omonimo, Branda Castiglioni, vescovo di Como. La cappella si trova alla destra dell'ingresso ed è facilmente individuabile dall'esterno per il finestrone rotondo che dà sulla strada a ovest ed è formata da un unico ambiente quadrato.
Durante il periodo in cui il palazzo fu di proprietà dei Brugnatelli, la cappella fu adibita a casa del custode e l'ambiente fu ribassato a un'altezza poco superiore a quella della porta d'ingresso.
Vi lavorarono pittori di gusto lombardo fra cui Bonifacio Bembo, che nel 1477 risulta aver alloggiato in case del Collegio o vicine al Collegio nella zona di Santa Maria in Pertica, con Zanetto Bugatto, Costantino da Vaprio e Giacomino Vismara, e forse vi lavorò lo stesso Vincenzo Foppa che sopravvisse fino al 1515. Essi allora a Pavia e a Milano erano al servizio della corte. Fecero certamente i disegni preparatori, se non per intero i dipinti, che sono comunque degni di nota.

### L'interno e gli affreschi della cappella
Il soffitto ha una volta a crociera. Sulle quattro vele, su sfondo rosso, sono dipinti degli oculi con i simboli degli evangelisti (l'aquila di San Giovanni in uno) e bei motivi naturalistici di frutti, fogliame e nodi sui costoloni e sulle vele. L'Angelo, simbolo di San Matteo, presenta qualche analogia, specie nell'abito, con la Vergine Annunciata del'affresco parietale della stessa cappella, facendo supporre la mano di Bonifacio Bembo.
Sulla parete Sud si trova l'Adorazione dei Magi, molto danneggiata nella parte inferiore e soprattutto nella rappresentazione della capanna, situata a destra in basso secondo l'iconografia consueta nel Quattrocento. Anche i colori dell'ampio paesaggio agreste e montuoso sono probabilmente più spenti che all'origine. In un paesaggio primaverile esce dalle mura di una città sullo sfondo di destra una lunga e movimentata cavalcata di nobili personaggi, rappresentata prospetticamente in ampie curve intorno al monte situato nel centro dell'affresco. A sinistra della capanna con i Magi in visita al Bambino i due cavalieri in primo piano, ben evidenziati e distinguibili, hanno forse a che fare con la famiglia committente .
Nella parete Ovest, in un paesaggio agreste con le pecore, rimane una parte dell'Annuncio ai pastori, con bell'immagine di due personaggi in abito elegante in primo piano.
Tutti gli affreschi, purtroppo in parte danneggiati, hanno motivi naturalistici cari sia al gotico internazionale sia al naturalismo lombardo ed al Foppa. Essi, ad esempio nel paesaggio con la ben conservata Resurrezione ed il soldato sdraiato, nella lunetta sulla parete Nord, sono strutturati in modo più moderno secondo il rinnovamento artistico quattrocentesco allora perseguito da Bonifacio Bembo, che aveva precedentemente affrescato una Resurrezione nella volta della cappella ducale di Milano. Il Cristo, al centro, trionfante  domina la scena, poggiando sulla grotta e sul sarcofago, costruiti con una difficile prospettiva diagonale, dato che viene qui combinata la tradizione evangelica antecedente, della grotta con la pietra fatta rotolare via, con quella umanistico-rinascimentale del sarcofago, col rosso, ripreso in alto dal colore del cielo. Il Salvatore regge un lunghissimo stendardo con la Croce più volte ripetuta, indicando la sua vittoria sulla morte. Ai lati, sullo sfondo, si profila un ampio e movimentato paesaggio, che rappresenta la vita rinnovata dal Cristo e raffigura una campagna alberata, con mura di castelli e barche in un lago. All' orizzonte, oltre le colline, la nascita di un mondo nuovo è suggerita dall' albeggiare col rosso del cielo, su cui si staglia simbolicamente la figura di Cristo, con la muscolatura realisticamente delineata, ma fuori del tempo e senza spazialità prospettica.  Ci si chiede se  questa sia l'iconografia consueta all'epoca o se ci siano relazioni più dirette, specie nella posizione del Cristo, con la celeberrima e quasi coeva tavola della Resurrezione di Piero della Francesca. 
Nella parte inferiore della parete si vedono i resti di un'Annunciazione, nella parte destra della quale la figura affascinante della Vergine, che arieggia il gotico internazionale ed è oggi attribuita con discreta sicurezza al Bembo, è quasi interamente conservata. L'Annunciata, inserita in un edificio in prospettiva e riccamente vestita con un sottile abito bianco a rade righe orizzontali rosso-arancio, è nobilmente atteggiata. Rappresentata di profilo, si ritrae con il busto, forse sorpresa dall'apparizione improvvisa dell'Angelo, sebbene sia assorta nella lettura. La parte sinistra del dipinto è quasi interamente perduta, così come tutta la parte centrale.

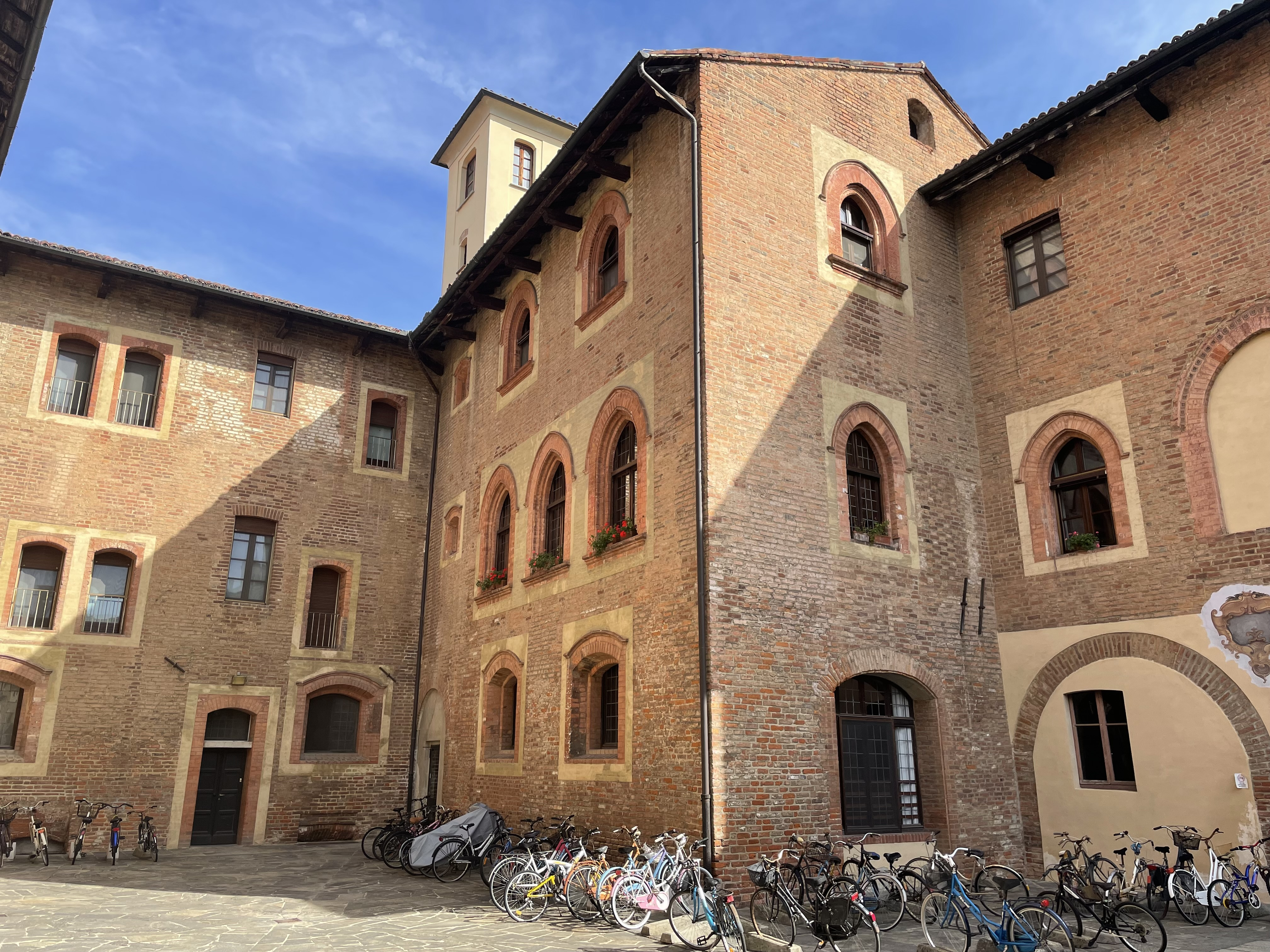
Il cortile del collegio.
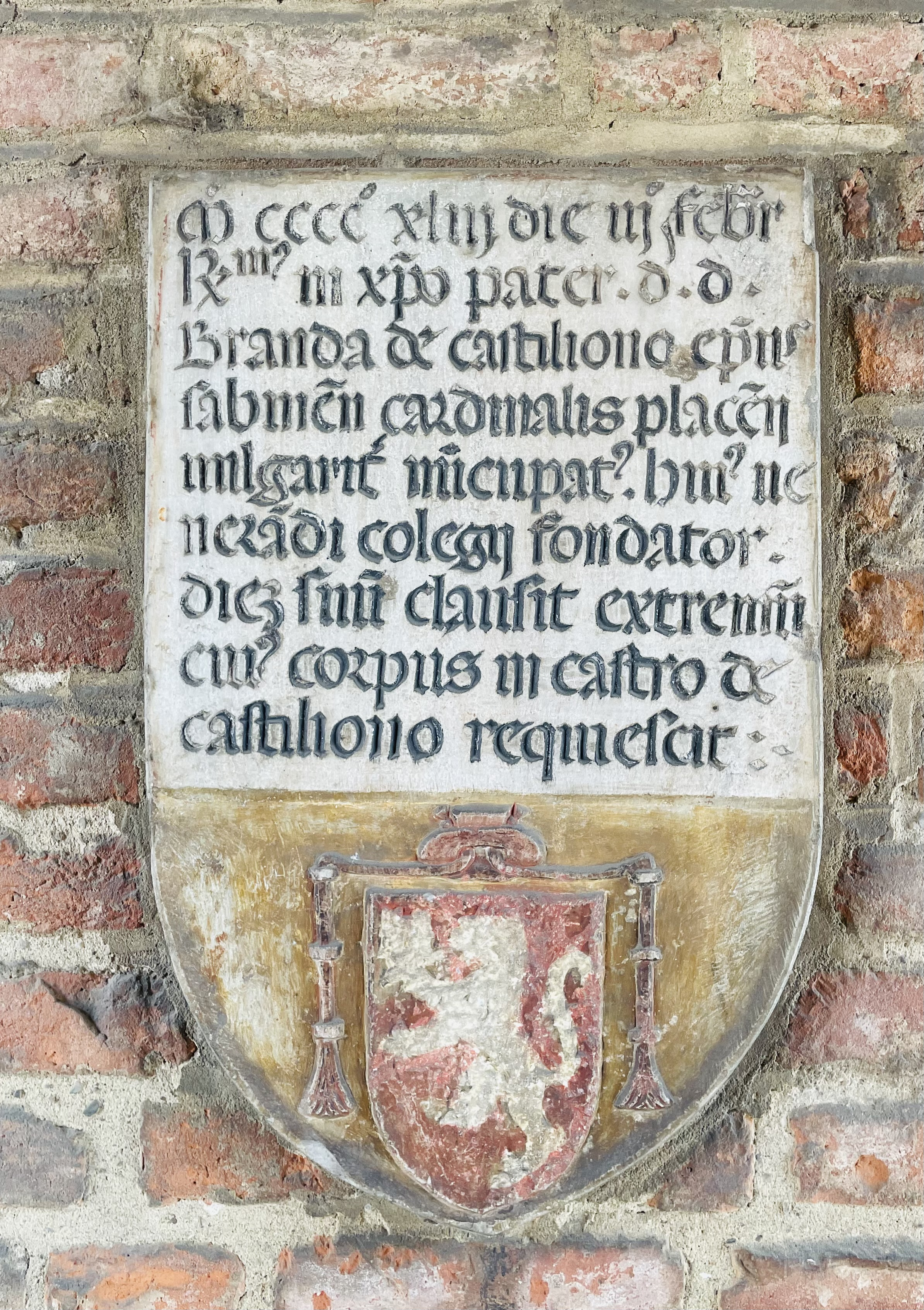
Lapide che commemora il fondatore, Branda Castiglioni (XV secolo).
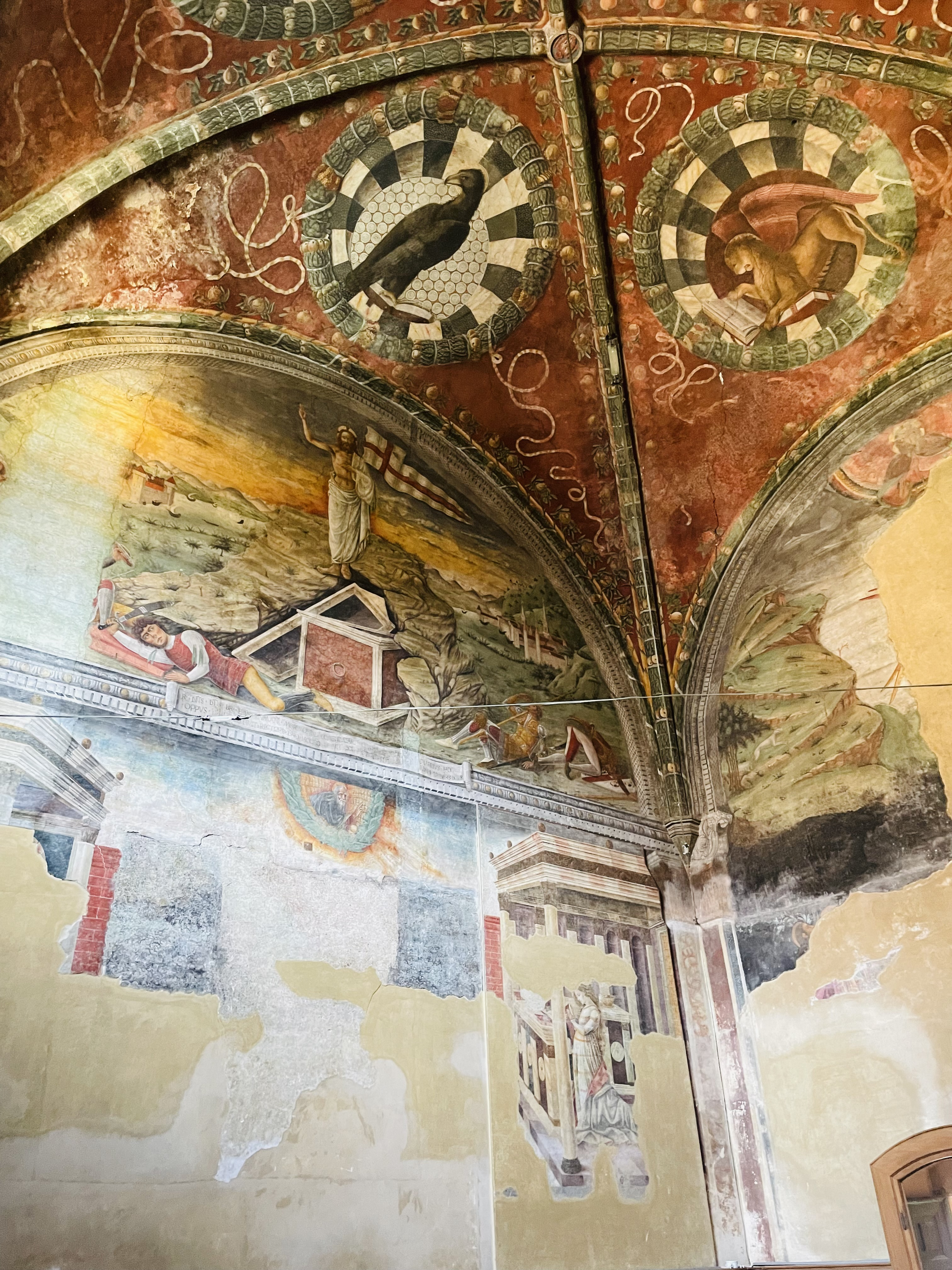
Bonifacio Bembo, affreschi della cappella, 1475.
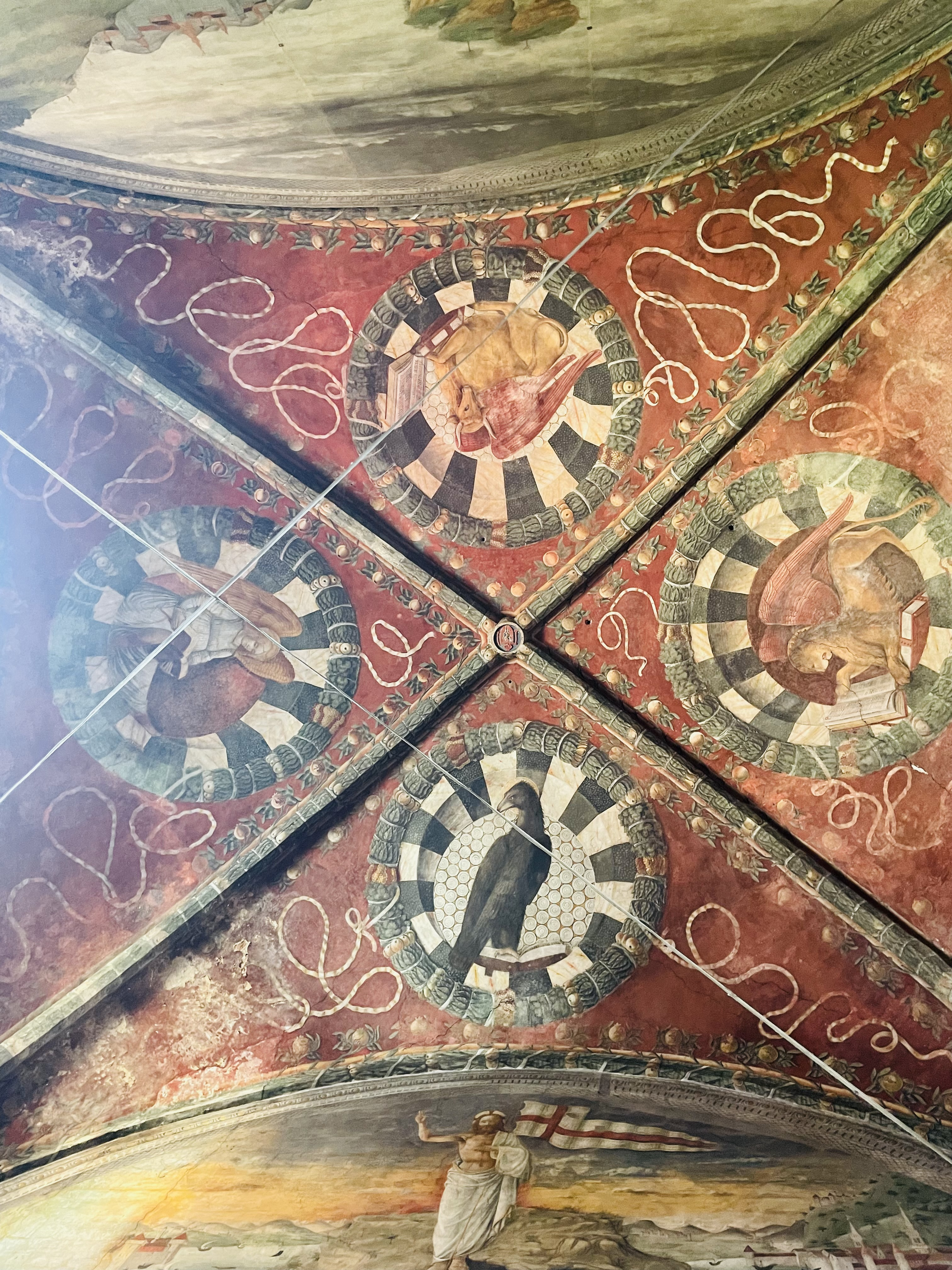
Bonifacio Bembo, affreschi della volta della cappella, 1475.
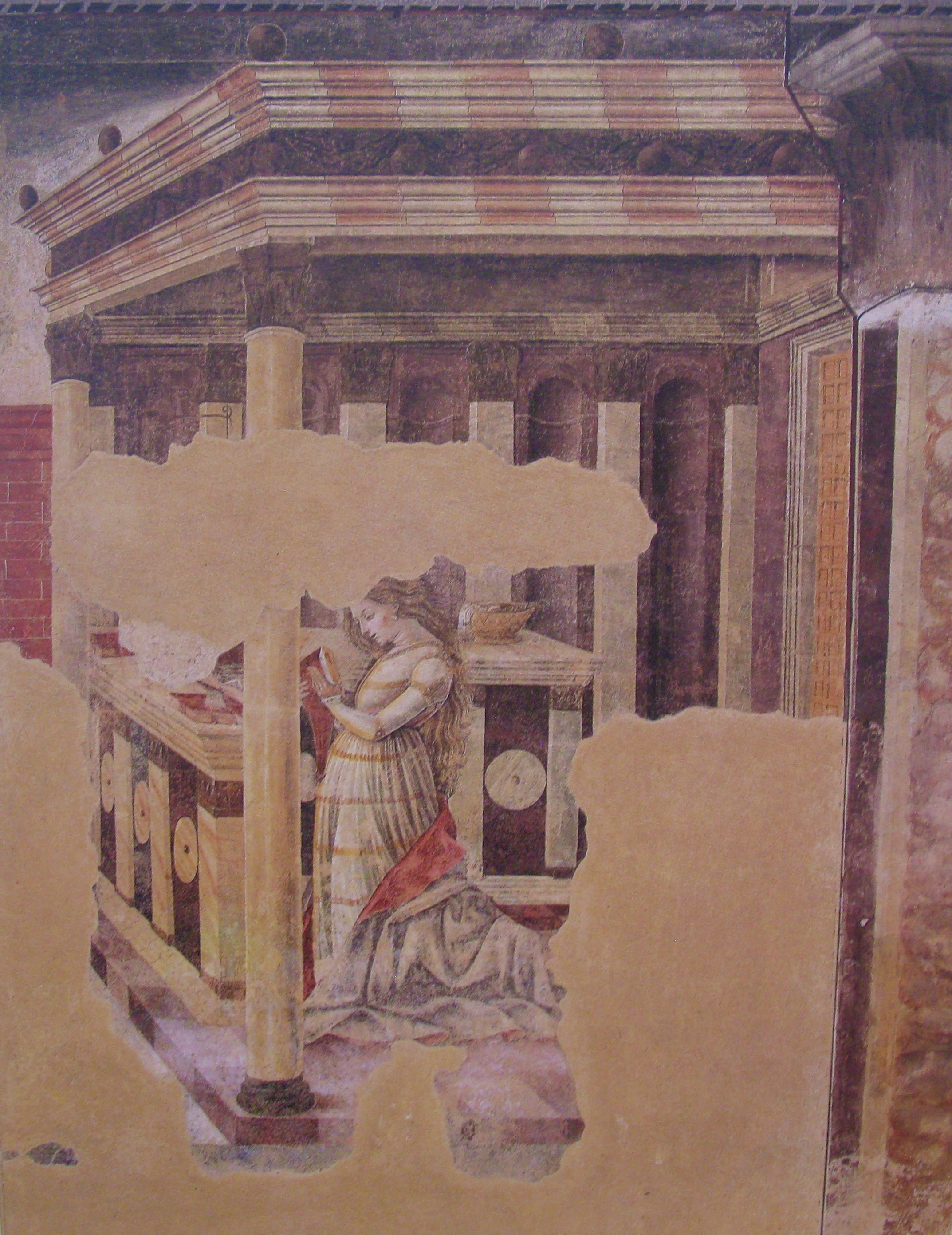
Dettaglio degli affreschi

## Statuti e modelli di vita in un Collegio del Quattrocento

### Le prescrizioni
Il modello di vita seguito nel Collegio, rigoroso e ispirato a una forte religiosità, rimase sostanzialmente anche in seguito quello suggerito dagli Statuti del 1429 e del 1437 sull'esempio delle regole dei conventi e degli altri collegi dell'Europa occidentale. Il fine di Branda era quello di formare delle persone destinate a dare esempio di vita cristiana e a occupare in seguito posizioni chiave sia in campo civile sia religioso. I sessantasei commi, molto analitici, prevedevano tutte le possibili situazioni. Essi erano suddivisi in sezioni, e, dopo la premessa di carattere generale sui fini dell'istituzione, riguardavano il numero degli scolari, la cappella e la frequenza agli uffici religiosi, il modello di vita e i costumi, il comportamento notturno, l'elezione del rettore e dei consiglieri, le punizioni, i privilegi.

### Regole morali e religiose
Era prevista la presenza di due cappellani, che erano collegiali e dovevano risiedere in Collegio. La scelta dei candidati, attraverso esame attento, competeva al Vescovo di Pavia e ai priori dei monasteri pavesi degli Eremiti Agostiniani e dei Certosini, i quali dovevano tenere in debito conto i meriti dei prescelti anche in fatto di morale e di religione, oltre che di cultura. I collegiali, che indossavano una divisa di tipo ecclesiastico con un cappuccio di modesta lunghezza, dovevano condurre una vita seria e morigerata, ascoltare la messa e recitare le preghiere ogni giorno nella cappella del Collegio, dovevano confessarsi e comunicarsi, osservare il digiuno un certo numero di volte l'anno. In alcune festività partecipavano in massa alle cerimonie nelle chiese di Santa Maria in Perticha o di Sant'Apollinare. Proibito era il gioco e vietati i suoni, le danze, i canti mondani. Le festività religiose erano da solennizzare non solo con le cerimonie speciali che venivano celebrate, ma anche perché a tavola veniva imbandito un vitto migliore del solito per dare importanza all'evento.

### I compiti amministrativi dei collegiali
All'inizio erano gli studenti a recarsi nei feudi del Collegio per riscuotere da ogni focolare domestico una gallina (sgallinazione), o l'equivalente in denaro, come segno di possesso e di diritto competente su tutti i beni esistenti nei comuni di Barona, Calignano e Cura di Strazago (Sterzago). in quell'occasione c'erano dei suonatori e si faceva un po' di baldoria, ma in seguito ciò venne impedito e la riscossione passò al patrono o agli amministratori.
Non solo i dazi, i diritti di ricognizione ma anche le tasse sugli usi pubblici (mulini, fornaci, torchi, forni, pedaggi, traghetti dei fiumi, pesca, strade, ponti, acque) spettavano al Collegio. Nel 1582-86 ad esempio il Collegio, per difendere i suoi diritti, dovette sostenere una causa contro il magistrato di strade, ponti, acque, che a Barona, avendo fatto dei lavori, non riusciva a riscuotere il dovuto dagli abitanti, i quali sostenevano indebita la sua intromissione in una zona in cui valeva la giurisdizione del Collegio.

### Gli studi
Quanto agli studi, era prevista una frequenza continua alle lezioni e ogni giorno, dopo il pranzo, gli allievi discutevano pubblicamente gli argomenti di studio sia per esercitarsi sia per mettere in comune quanto avessero appreso. Per evitare assenze a queste esercitazioni, venivano addirittura chiuse le porte del Collegio durante quel periodo di tempo. Le assenze dal Collegio dovevano essere ridotte al minimo e le distrazioni di ogni tipo, perfino l'assunzione di cariche all'Università, erano proibite. Il ritiro serale era previsto per tempo, sebbene gli studenti, ad esempio in teologia, finissero con l'avere un bel numero di anni.

### I pasti e la permanenza in Collegio
Per evitare la presenza di un numero eccessivo di servitori, era previsto dagli statuti che i collegiali a turno servissero a tavola. In analogia alle regole conventuali essi leggevano durante i pasti le Sacre Scritture. La permanenza in Collegio poteva durare sette anni al massimo, a meno che gli studi fossero prolungati a causa dell'iscrizione a una seconda facoltà.

## Storia

### Il Collegio nel Cinquecento
In tanti secoli di storia il Collegio attraversò vari periodi di difficoltà. Per esempio nel Cinquecento durante la prima fase della guerra fra Carlo V e Francesco I, che coinvolse pesantemente Pavia, dove si svolse anche la famosa battaglia di Pavia, il Collegio dovette ospitare studenti spagnoli e tedeschi e fu per qualche periodo addirittura chiuso.
Anche la peste contribuì allora al disinteresse dei patroni, sparsi per ogni dove; le autorità di Pavia, per facilitare le cose, diedero in enfiteusi i beni, che fino al quel momento erano stati affittati a breve scadenza secondo il volere espresso del Cardinale. Questo contribuì fortemente ad accrescere la crisi economica del Collegio, che in seguito non poté più aumentare gli affitti e trovò maggiore difficoltà a conservare i propri beni o eventualmente a rientrarne in possesso.
Nel 1533 comunque il Collegio era aperto e nel 1535 ospitava sedici studenti. Nel 1546 vennero anche acquistati da Alessandro Castiglioni i beni di Zerbolate, oggi Zerbolò, al fine di aumentare la dotazione del Collegio.
Inoltre si facevano sentire problemi morali e disciplinari di vario tipo. Essi spinsero il cardinale Francesco Abbondio Castiglioni a occuparsi del Collegio. Egli riuscì a migliorarne anche la situazione economica, tanto che nel 1570 gli studenti erano diventati venti, un numero davvero alto, fra i maggiori della sua storia.

### L'istituto del rettorato nel corso del Seicento e la fine dell'autogoverno
Del Collegio continuò a occuparsi la famiglia Castiglioni, a cui toccava la scelta degli studenti e che comunque dal Collegio traeva prestigio, nella persona dell'arciprete Giulio Castiglioni e del giureconsulto Branda Castiglioni, che redassero nuovi statuti con un sommario a uso degli studenti, affinché fossero più facilmente consultabili e meglio seguiti.
Già Alessandro Castiglioni si era occupato anche degli Statuti, che dovevano essere osservati dagli studenti, e ne aveva mutato lo spirito originario di autogoverno: il rettore aveva perso allora i suoi poteri in favore del patrono, come sempre appartenente alla famiglia Castiglioni. Alessandro Castiglioni infatti nel 1622 preferì nominare come rettore, al posto di uno studente, una persona di sua fiducia, al fine di migliorare la gestione del Collegio. Questa decisione, in accordo con i tempi, venne convalidata dagli Statuti nuovi del 1640, che pur seguivano ancora la falsariga di quelli del cardinale fondatore e ne mantenevano gli ideali di fondo. Non è detto però che in definitiva ciò andasse sempre a vantaggio del Collegio, alla cui sopravvivenza gli alunni, peraltro coadiuvati da un amministratore, erano i più interessati.

### Scelta dei rettori e nuovo regolamento
Quelle del 1640 sono le Regole del Collegio date dall'arciprete Giulio Castiglioni. Egli aveva trovato quasi del tutto estinti e posti in oblivione gli ordinamenti del fondatore, che si erano rivelati utili per freno de precipitosi e stimolo de quodardi (sic) e spensierati. Purtroppo però il risultato delle Regole non corrispose alle aspettative, tanto più che i Rettori, anche se scelti e nominati dai Patroni fra persone adulte ed ecclesiastici talvolta appartenenti alla famiglia Castiglioni, spesso furono persone inaffidabili sia su piano economico sia morale. Uno giunse addirittura a tenere donne di malaffare nelle case del Collegio. Essi diedero un pessimo esempio e trattarono disinvoltamente, per non dire altro, le proprietà e gli introiti del Collegio.

### Vita interna nel Seicento
Nelle nuove Regole del 1640 il soggiorno dei collegiali era ridotto a due periodi: dall'11 novembre al 17 gennaio e dall'inizio della Quaresima al 24 giugno, alla quale data gli studenti, fatti i conteggi e pagata la retta al Rettore, lasciavano il Collegio.
Essi dovevano confessarsi e comunicarsi una volta al mese, e, visto che il Collegio era stato istituito per i poveri gentiluomini, indossavano una divisa semplice e non pomposa, che era minutamente descritta nei regolamenti. Seguendo l'antica impostazione religiosa, in ogni camera ci doveva essere un'immagine sacra. A scopo di divertimento e di moderata attività sportiva nelle case del Collegio si poteva giocare, ad esempio alla palla, ma solo sotto l'occhio vigile del Rettore. Erano naturalmente proibiti i giochi d'azzardo, come nei precedenti Statuti.
Agli studenti era proibito, durante il periodo di studio, uscire senza legittima causa dal Collegio, e, quando essi si recavano in Università, dovevano rimanere in gruppo per essere meglio controllati. Per ogni disciplina (teologia, diritto, scienze mediche) ricevevano un supporto culturale ai loro studi e seguivano, ogni quindici giorni, le lezioni di qualche Lettore dell'Università, che veniva appositamente in Collegio a questo scopo.
Le nuove matricole dovevano consegnare al Rettore le armi di difesa che eventualmente possedessero, ed era proibito ai compagni chiedere alcunché ai nuovi arrivati (matricole). I collegiali, seguendo la tradizione di origine feudale, si recavano a nome del Collegio nelle dipendenze dello stesso per ricavarne gli appendizii (galline o altro in segno di possesso).
Nel corso del Seicento, a somiglianza degli altri collegi di Pavia, anche al Castiglioni nacque un'Accademia a carattere culturale, quella degli Oziosi, che aveva l'insegna del levriero accucciato con lo spiritoso motto Otior ut ocyor (Me ne sto in ozio per essere poi più veloce).

## La decadenza e gli interventi amministrativi del Settecento
Nel corso del tempo il Collegio ebbe alcuni rettori del tutto incapaci e indegni della carica, cosa che contribuì a peggiorare la situazione economica. Nel 1770 il conte Carlo di Firmian, occupandosi a nome dell'imperatrice Maria Teresa dell'assetto dell'Università, decise di accorpare al Castiglioni altri due collegi pavesi, il Collegio Griffi e il Collegio Cazzaniga, allo scopo di farli risorgere all'antico loro lustro, regolando meglio le spese e gli introiti e ispirandosi ai nuovi ordinamenti universitari. Gli studenti furono in questo periodo cinque per ogni fondazione, e il trattamento era analogo e simili le spese per la pensione quotidiana.

### Le regole del Settecento
Ricevevano un vitto molto vario (a pranzo e cena minestra con formaggio a volontà, carne, un boccale di vino, frutta e formaggio), legna per scaldarsi e un quantitativo di cera per le candele. Una stanza con un camino acceso attendeva, al ritorno dall'Università, gli studenti, che erano invitati a sostarvi per un lungo periodo prima del pranzo. La presenza in collegio era prevista solo durante determinati periodi (erano esclusi ad esempio il carnevale e l'estate) e non più tutto l'anno, come era alle origini, quando gli studenti giungevano a Pavia da tutta l'Europa occidentale.

## L'annessione al Collegio Ghislieri
La trasformazione non bastò, perché le spese gravavano in misura maggiore sulle dissestate finanze del Castiglioni, anche per la presenza di servitori, e la situazione, durante il periodo napoleonico, divenne insostenibile. Il Vicepresidente della Repubblica Italiana stabilì allora con un decreto la concentrazione del Castiglioni nel Collegio Nazionale, ex Collegio Ghislieri, a partire dal 1º luglio 1804. Gli studenti, che godevano di un trattamento uguale a quello del Ghislieri e dovevano osservarne i regolamenti, non superarono mai il numero di quattro. Essi per un certo periodo potevano godere di un sussidio, che facilitava loro la vita e gli studi.

## Il progetto di Plinio Fraccaro e la fondazione del Castiglioni Brugnatelli
L'edificio del Castiglioni, venduto nel 1805, divenne possesso della famiglia Brugnatelli, e più tardi, per lascito di Luigi Brugnatelli, passò al Comune di Pavia ed infine all'Università, con la clausola di adibirlo a convitto per le studentesse. Il rettore Plinio Fraccaro voleva dotare l'Università di collegi condotti dagli organismi universitari, affinché nel periodo postbellico venisse facilitato lo sviluppo culturale e sociale di Pavia, dell'Università e dell'Italia stessa. Del resto il recente sviluppo universitario di Milano rischiava di mettere in difficoltà la più periferica Pavia.
Per merito di Fraccaro venne istituito per la prima volta a Pavia un collegio laico universitario femminile, il Collegio Castiglioni Brugnatelli. Esso si affiancò al Collegio Cairoli, che era stato creato dall'amministrazione austriaca e venne riaperto nel 1948 durante la gestione Fraccaro, e agli altri collegi maschili preesistenti, di cui già da secoli Pavia era dotata.
Fraccaro, oltre a cercare finanziamenti, dovette combattere una vera e propria lotta contro l'autorità politica e le concezioni arretrate del tempo, che rendevano difficile alle ragazze l'accesso all'Università e prescrivevano che, se erano fuori casa, esse dovessero eventualmente abitare in collegi religiosi. Le concezioni meritocratiche di Fraccaro, la sua difesa dell'autonomia e della laicità della scuola, la crescita costante della popolazione studentesca femminile, che aveva superato le 1200 unità su 4000 iscritti nell'Ateneo Ticinese già nell'anno accademico 1947/48, nonché la cessione al Comune del palazzo Brugnatelli convinsero il rettore che i tempi per realizzare il suo progetto erano ormai maturi ed egli volle procedere all'edificazione ed all'apertura di questo prima ancora della redazione di un regolamento della nuova struttura. Esso, secondo Fraccaro, che aveva fretta di vedere realizzato il suo progetto, poteva attendere e doveva anzi essere elaborato in seguito, dopo che si fossero presentati i primi problemi, affinché questi venissero affrontati e risolti.
Sfruttando l'ampio giardino, in parte preservato a tutt'oggi (giardino con la magnolia), fu eretto uno spazioso edificio a forma di T, che si affaccia sulla piazza del Collegio Ghislieri, ed è collegato alle case più antiche, medioevali e settecentesche, strutture necessarie ad un'entità di tal fatta. Il compito fu affidato all'arch. Emilio Aschieri. Il nuovo edificio contiene un ampio salone, il refettorio, un atrio ed uno scalone che conducono alle numerose camere singole ed ai servizi comuni, per lo più siti al termine dei corridoi.
La costruzione fu particolarmente curata, perché l'ambiente degli studi doveva essere, secondo Fraccaro, non solo tranquillo e dignitoso, ma anche tutto sommato elegante, al fine di favorire l'impegno degli studenti convincendoli dell'importanza della loro attività e del privilegio di cui godevano in quanto collegiali.
Il progetto di Fraccaro non solo conseguì il successo, ma divenne poi esempio da seguire, tanto che gli stessi collegi tradizionali Borromeo e Ghislieri aprirono delle sezioni femminili.

## L'evoluzione successiva
Il Collegio, di cui era rettrice Enrica Malcovati, ex alunna di Fraccaro e allora insegnante di Letteratura Latina all'Università di Pavia e preside della Facoltà di Lettere e Filosofia, era molto selettivo e venne aperto nell'anno accademico 1954-55, per ospitare, in posti in parte gratuiti e in parte a pagamento, insieme a talune borsiste straniere, un centinaio di studentesse provenienti da ogni regione d'Italia, scelte in base al merito. Per mantenere il posto queste dovevano mantenere una media di almeno 27/30, non accettare voti al di sotto del 24, superando nella sessione estiva la maggior parte degli esami previsti dall'ordinamento dell'Università e tutti gli altri entro la sessione autunnale, facendoli poi registrare nella segreteria. Dovevano inoltre osservare un orario sia per i pasti sia per il rientro serale. Nell'estate era prevista una chiusura.
Per iniziativa della Malcovati, che nel 1965 ne redasse il primo regolamento, nel 1970 il Collegio fu ampliato con un altro edificio attiguo e ospita ora centosessanta studentesse universitarie oltre a otto borsiste. Esso è dotato delle strutture e degli strumenti più moderni, tecnologici e no, utili in funzione degli studi.

### Fonti documentarie
- Fondo Castiglioni nell'Archivio del Collegio Ghislieri
- Maiocchi R., Codice diplomatico dell'Università di Pavia, Pavia 1913
- Maiocchi R., Memorie e documenti per la storia dell'Università di Pavia, Pavia 1877-78